# Míssil de cruzeiro lançado de submarino
O Míssil de Cruzeiro Lançado por Submarino (MCLS) ou simplesmente Míssil de Cruzeiro Submarino, também conhecido pela sigla em inglês SLCM ( Submarine-Launched Cruise Missile ) é a modalidades de mísseis de cruzeiro guiados que podem ser lançados de um submarino, que pode ser convencional ou um submarino nuclear (SSGN), contra alvos na superfície do mar ou em terra.

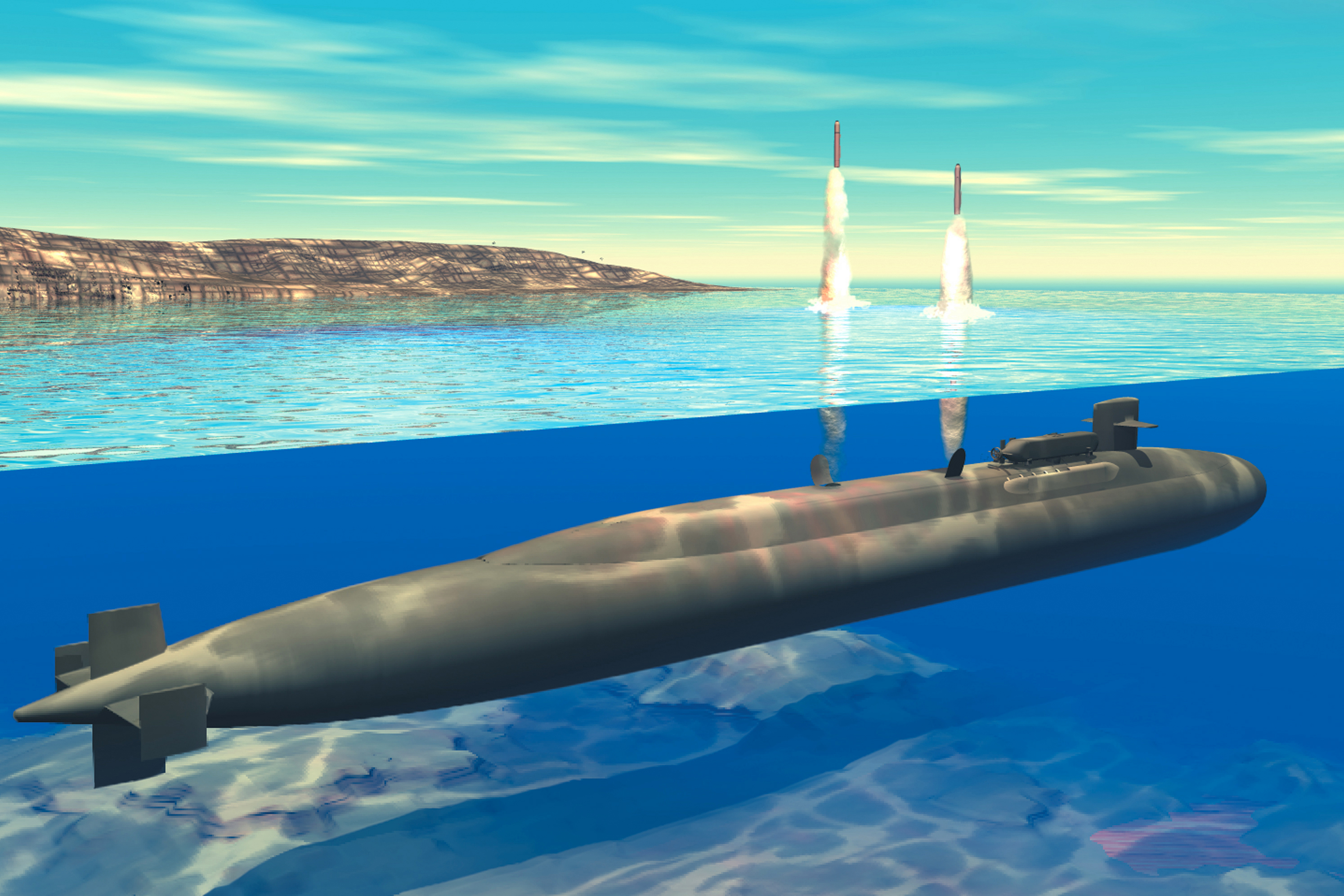
Concepção artística do submarino nuclear lançador de mísseis da Classe Ohio

Muitos mísseis de cruzeiro guiados, como o Tomahawk, normalmente lançados por bombardeiros estratégicos ou grandes navios, possuem versões adaptadas para serem lançados também por submarinos.
Os submarinos nucleares lançadores de mísseis de cruzeiro são conhecidos pela sigla SSGN (do inglês:  Ship Submersible Guided missile Nuclear powered ), ou, em português, Submarino Nuclear Lançador de Mísseis de Cruzeiro. Dentre os submarinos convencionais com capacidade para lançar mísseis de cruzeiro, destaca-se o submarino russo da classe Amur, capaz de lançar 10 mísseis deste tipo.
Os mísseis de cruzeiro lançados de submarinos levam uma única ogiva, variando de cerca de 300 a 500 kg. Os mísseis de cruzeiro mais conhecidos, como o Tomahawk americano, leva uma carga de 450 kg, enquanto o BrahMos (russo-indiano) leva cerca de 300 kg. Normalmente os mísseis de cruzeiro carregam ogivas convencionais de alto explosivo, mas também podem levar ogivas convencionais termobáricas. A maior parte dos mísseis de cruzeiro lançados de submarinos também podem levar pequenas ogivas nucleares, assim como armas químicas ou biológicas.
A Marinha dos Estados Unidos adaptou 4 submarinos nucleares lançadores de mísseis balísticos SSBN para SSGN, tornando-os capazes de lançar 154 mísseis Tomahawk cada um. Os submarinos russos da Oscar podem lançar mísseis de cruzeiro um pouco maiores, do tipo SS-N-19 (denominação da OTAN) também conhecido como P-700 Granit, com carga convencional ou nuclear de cerca de 750 kg.

## Marinha dos Estados Unidos
Os submarinos de míssil de cruzeiro foram desenvolvidos no início dos anos 50 para transportar o míssil SSM-N-8 Regulus. O primeiro foi da época da Segunda Guerra Mundial, Predefinição:Sclass-, USS Tunny, que foi equipado com um hangar capaz de transportar um par de mísseis Regulus . O  Tunny  foi usado como um banco de testes para o desenvolvimento de técnicas de uso do sistema de mísseis, antes que um segundo barco, USS  Barbero  fosse posteriormente convertido. A partir de 1957, estes dois barcos empreenderam as primeiras patrulhas de impedimento nuclear.